# 渡辺真也 (キュレーター)
渡辺 真也（わたなべ しんや、1980年 - ）は、静岡県沼津市出身のインディペンデント・キュレーター。
専修大学経済学部国際経済学科を特待生で卒業（2002年）後、渡米。ニューヨーク大学大学院シュタイナート教育学部ビジュアル・アート・アドミニストレーション修士課程（美術修士課程）を取得し卒業（2004年）。文化庁新進芸術家海外研修員（2011 - 2013年）などの経歴を持つ。
2014年時点ではドイツ・ベルリンに拠点を置き活動している。